# Scuola di medicina
Scuola di medicina (Stitches) è un film statunitense del 1985 diretto da Rod Holcomb dietro lo pseudonimo di Alan Smithee. La pellicola si può considerare appartenente al filone delle commedie demenziali.

## Trama
All'Università di Branford c'è una scuola di medicina molto antica, gestita dal severo decano Bradley. L'istituto tuttavia necessita di fondi e Bradley cerca di ottenere una donazione dal fondatore del college, un vecchio miliardario in fin di vita, ricoverato proprio a Branford. Il decano cerca in ogni modo di preservare il college da possibili scandali, ma se la deve vedere con un gruppo di studenti scalmanati, capitanati dall'indisciplinato Bobby Stevens.
Bobby è innamorato della compagna di studi Nancy, che però lo respinge giudicandolo immaturo. In effetti Bobby e i suoi amici sono continuamente impegnati nell'architettare goliardate, come fingersi dei cadaveri per spaventare i colleghi oppure spiare le ragazze nude dietro uno specchio unidirezionale. Anche le donne però non sono da meno e spesso si vendicano dei ragazzi, ad esempio organizzando un esame urologico ad opera del fioraio omosessuale Ramon. Fra scherzi e dispetti di tutti i tipi, gli studenti affrontano alcuni casi clinici, sempre con lo spirito leggero e spensierato che li contraddistingue.